# Dorcadion borisi
Dorcadion borisi är en skalbaggsart som beskrevs av Heyrovský 1931. Dorcadion borisi ingår i släktet Dorcadion och familjen långhorningar. Inga underarter finns listade i Catalogue of Life.